# Apple Store
Ne doit pas être confondu avec App Store.
 (juillet 2025).
- Si vous ne connaissez pas le sujet, laissez ce bandeau (vous pouvez alors contacter les auteurs).
- Si vous supprimez le contenu mis en cause (vous pouvez préalablement contacter les auteurs),

argumentez précisément cette suppression dans la page de discussion
(un manque de référence n'est pas un argument ; une recherche réelle de référence doit avoir été effectuée, être formellement documentée).
Apple Store est une chaîne de boutiques appartenant et exploitée par Apple, société commercialisant des ordinateurs et des produits électroniques grand public. 

## Design et histoire

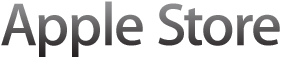
Ancien logotype de la boutique.

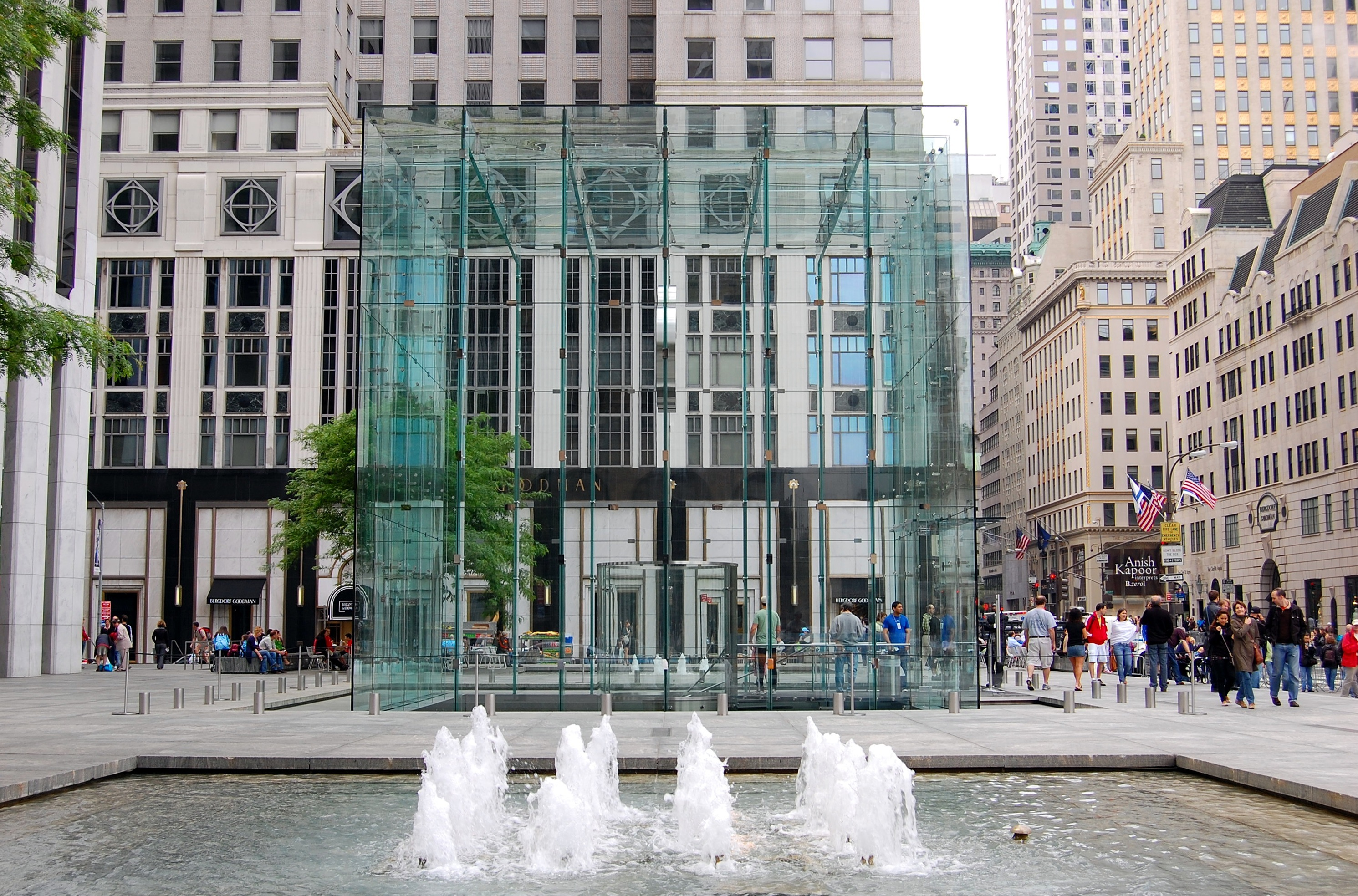
Entrée permettant d'accéder au flagship store de New York (États-Unis), en sous-sol, sur la Cinquième Avenue.

Les boutiques, conçues par Eight Inc., entreprise de décoration basée à San Francisco, sont conçues pour vendre des Macintosh et des logiciels, des iPod, des iPhone, des iPad, des accessoires pour ses produits, et d'autres produits électroniques tels que l'Apple TV. Beaucoup d'Apple Store proposent un « théâtre » pour les ateliers et présentations, un « studio » pour les personnes débutants avec Mac et autres produits d'Apple.

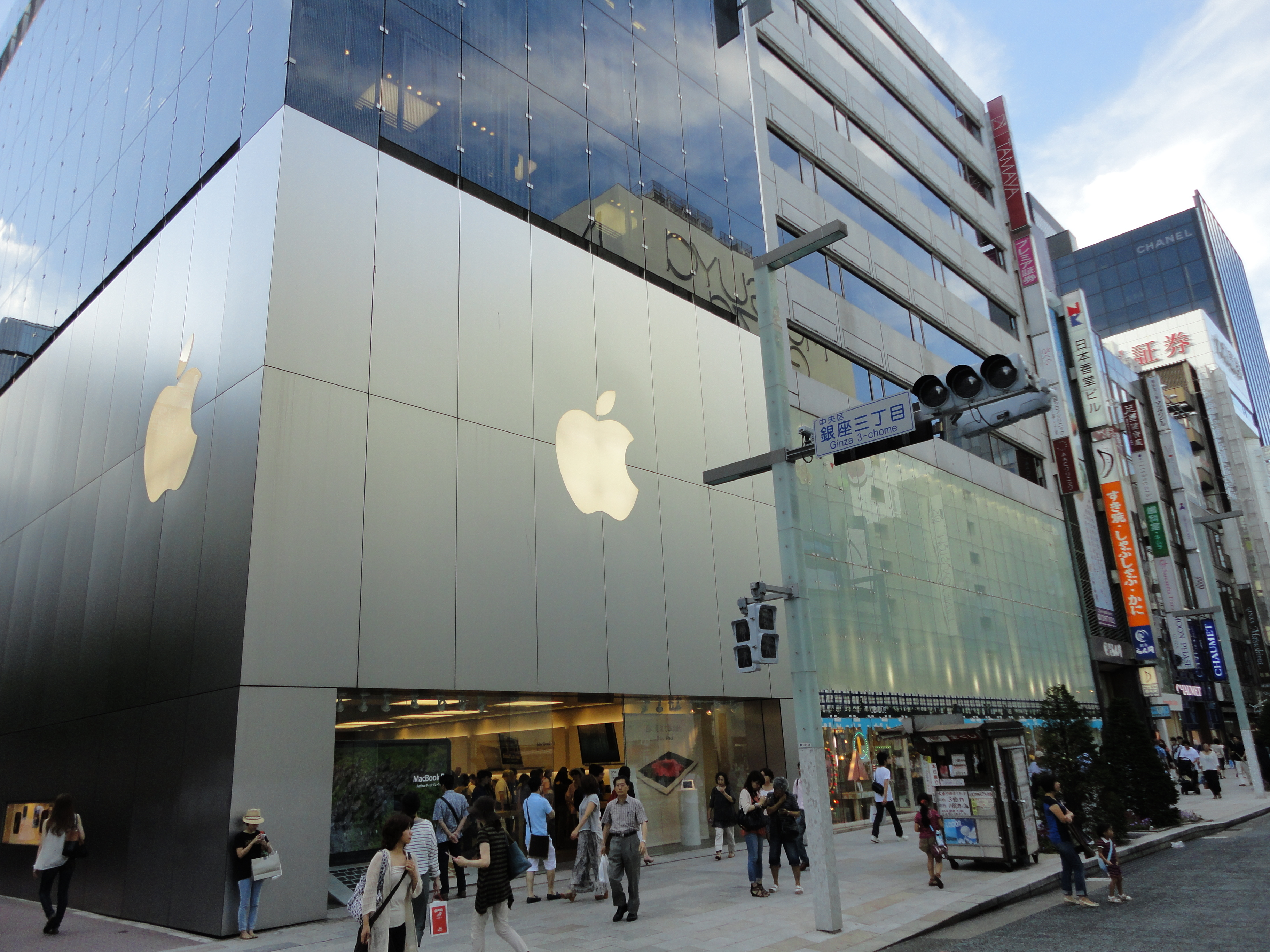
Un Apple Store à Ginza (Tokyo, Japon).

Le 15 mai 2001, Steve Jobs réunit un groupe de journalistes dans un hôtel à Tysons Corner, en Virginie au sujet du premier magasin Apple situé au deuxième niveau du Tysons Corner Center pour une conférence de presse commémorative. Les deux premiers Apple Store ouvrirent le 19 mai à Tysons Corner, et plus tard dans la journée, à Glendale (Californie), dans la Glendale Galleria. Le premier Apple Store avec la configuration et le matériel actuels (tables en bois et revêtement en béton) a ouvert à Pasadena, en Californie et a été la troisième boutique à ouvrir. Apple a ouvert sa 200e boutique le 26 octobre 2007, à Gilbert (Arizona), 2251 jours après l'ouverture de son magasin à Tysons Corner. De nombreuses boutiques sont situées dans les centres commerciaux, mais Apple a bâti aussi plusieurs magasins phares dans des emplacements de grande envergure. Des magasins phares ont ouvert à New York, Chicago, San Francisco, Houston, Boston, Amsterdam, Barcelone, Bruxelles, Zurich, Turin, Tokyo, Osaka, Dix-30 (Brossard), Londres, Sydney, Montréal, Munich, Hambourg, Francfort, Paris, Shanghai, Pékin et Hong Kong. Le magasin de New York au 767 Fifth Avenue est le plus grand Apple Store des États-Unis. Celui de Via del Corso à Rome (Italie) situé au 188 Via del Corso est le plus grand de l’ Europe et l’Apple Store de Mall of Emirates à Dubai est le plus grand du monde.
La responsable des Apple Stores Angela Ahrendts quitte Apple en février 2019, pour être remplacé par Deirdre O’Brien, directrice des ressources humaines d'Apple. En mai 2019, Apple inaugure un nouvel espace de vente dans la prestigieuse bibliothèque Carnegie de la ville de Washington. Depuis Mai 2018 Tim Cook annonce que désormais ce sera des Apple et non plus des Apple Stores.

## Emplacements
Les deux premiers magasins Apple ont ouvert aux États-Unis en 2001. En 2003, Apple a étendu ses opérations à Tokyo, Japon, en ouvrant sa première boutique en dehors des États-Unis. Elle a été suivie par l'ouverture de magasins au Royaume-Uni, au Canada, en Italie, en Australie, en Chine, en Suisse, en Allemagne, en France, en Espagne, à Hong Kong, aux Pays-Bas, en Suède, au Brésil, en Turquie, en Belgique, en Émirats arabes unis, en Macao, en Mexique, en Singapour, en Taïwan, en Corée du Sud, en Autriche, en Thaïlande et enfin en Inde.

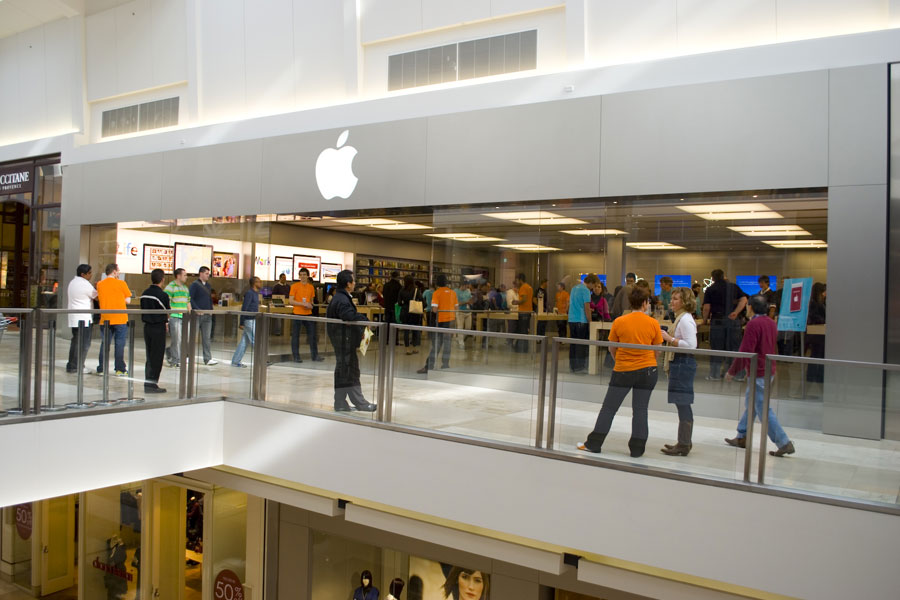
L'Apple Store au Westfield Doncaster à Victoria (Australie).

| Pays                | 1re inauguration   | Boutiques ouvertes | 1re emplacement de magasin                       | Référence |
| ------------------- | ------------------ | ------------------ | ------------------------------------------------ | --------- |
| États-Unis          | 19 mai 2001        | 273                | Tysons Corner, Tysons Corner Center, Virginie    | .:        |
| Chine“PR”           | 19 juillet 2008    | 48                 | Sanlitun, Pékin                                  | .:        |
| Hong Kong           | 24 septembre 2011  | 06                 | ifc Mall                                         | .         |
| Royaume-Uni         | 20 novembre 2004   | 40                 | Regent Street, Londres                           | .:        |
| Canada              | 21 mai 2005        | 28                 | Yorkdale Shopping Centre, Toronto                | ,.        |
| Australie           | 19 juin 2008       | 22                 | George Street, Sydney                            | .         |
| France              | 7 novembre 2009    | 20                 | Carrousel du Louvre, Paris                       | .         |
| Italie              | 31 mars 2007       | 17                 | Centro Commerciale RomaEst, Rome                 | .         |
| Allemagne           | 6 décembre 2008    | 16                 | Rosenstrasse, Munich                             | .         |
| Espagne             | 4 septembre 2010   | 12                 | La Maquinista, Barcelone                         | ,.        |
| Japon               | 30 novembre 2005   | 11                 | Ginza, Tokyo                                     | .         |
| Corée du Sud        | 27 janvier 2018    | 07                 | Garosu-gil, Séoul                                | .         |
| Suisse              | 25 septembre 2008  | 04                 | Rue de Rive, Genève                              | ,.        |
| Émirats arabes unis | 29 octobre 2015    | 04                 | Mall of the Emirates, Dubai; Yas Mall, Abu Dhabi | .         |
| Pays-Bas            | 3 mars 2012        | 03                 | Hirschbuilding, Leidseplein, Amsterdam           | .         |
| Suède               | 15 septembre 2012  | 03                 | Täby Centrum, Stockholm                          | .         |
| Turquie             | 5 avril 2014       | 03                 | Zorlu Center, Istanbul                           | .         |
| Singapour           | 27 mai 2017        | 03                 | Orchard Road                                     | .         |
| Brésil              | 15 février 2014    | 03                 | VillageMall, Barra de Tijuca, Rio de Janeiro     | .         |
| Macao               | 25 juin 2016       | 02                 | Galaxy Macau                                     | [ 27 ]    |
| Mexique             | 24 septembre 2016  | 02                 | Centro Santa Fe, Santa Fe, Mexique               | .         |
| Taïwan              | 1 juillet 2017     | 02                 | Taipei 101, Taipei                               | .         |
| Thaïlande           | 10 novembre 2018   | 02                 | Iconsiam, Bangkok                                | .         |
| Inde                | 18 avril 2023      | 02                 | Bandra Kurla Complex, Bombay                     | .         |
| Belgique            | 19 septembre 2015  | 01                 | Avenue de la Toison d’Or, Bruxelles              | ,.        |
| Autriche            | 24 février 2018    | 01                 | Kärntner Straße, Vienne                          | .         |
| Malaisie            | 22 juin 2024       | 01                 | The Exchange TRX, Kuala Lumpur                   | .         |
| Afrique du Sud      | 25 septembre 2025* | 03+2*              | IStore Canal Walk, Cape Town                     | .         |
| Total               | Total              | 535                |                                                  |           |

### En France

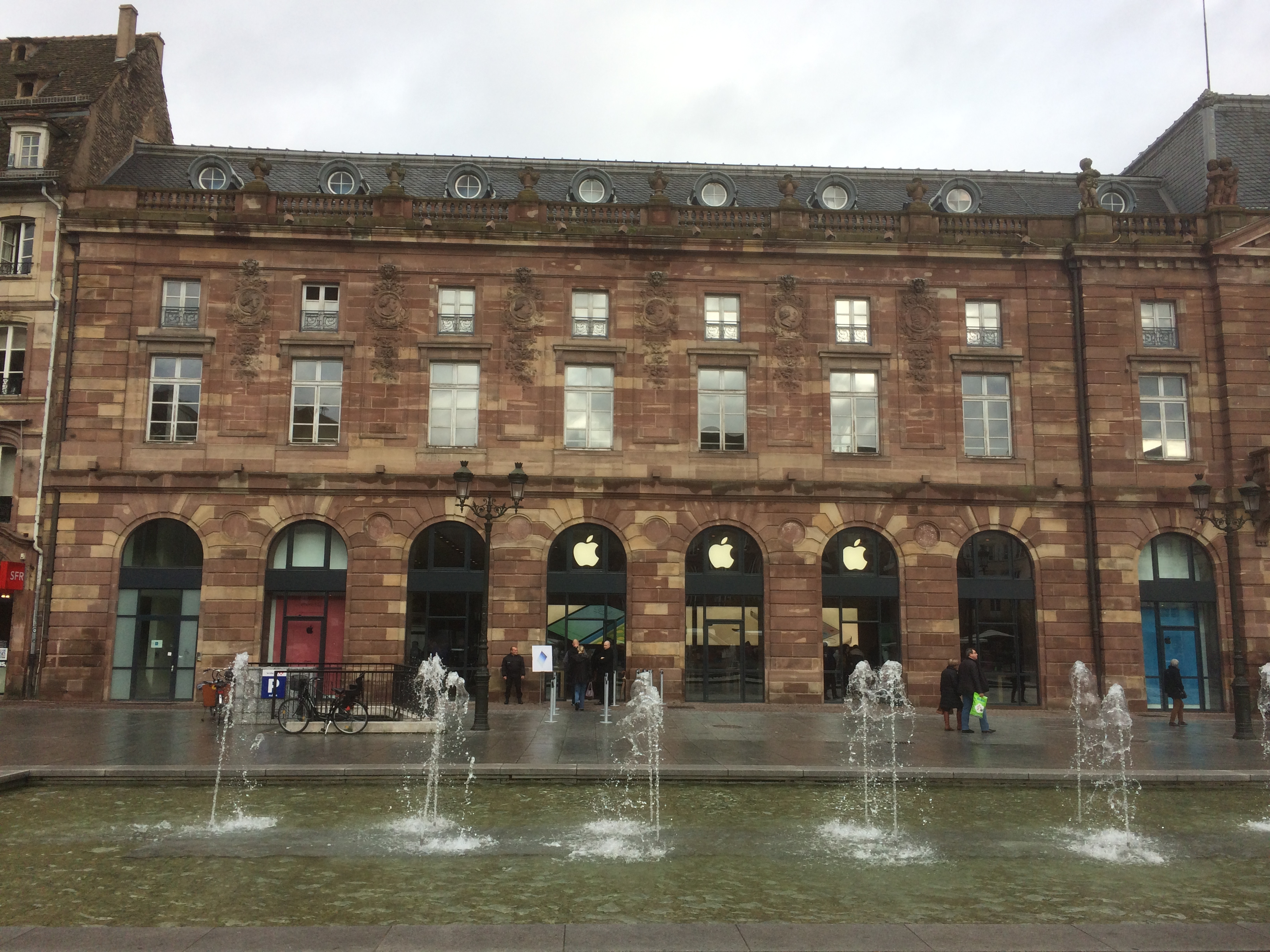
L'Apple Store de Strasbourg.

- Paris, au Carrousel du Louvre, le 7 novembre 2009, et fermé depuis le 27 octobre 2018[37],[38].
- Montpellier, au centre commercial Odysseum, le 14 novembre 2009[39].
- Paris, sur la place de l'Opéra, le 3 juillet 2010[40].
- Nice, au centre commercial Cap 3000, le 28 août 2010[41].
- Vélizy-Villacoublay, au centre commercial Vélizy 2, le 25 septembre 2010[42].
- Bordeaux, rue Sainte-Catherine, le 14 mai 2011[43].
- Lyon, au centre commercial  La Part-Dieu, le 4 juin 2011[44].
- Lieusaint, au centre commercial Carré Sénart, le 27 août 2011[45].
- Le Chesnay, au centre commercial Parly 2, le 24 septembre 2011[46].
- Lyon, au nouveau centre commercial Confluence, le 4 avril 2012[47].
- Puteaux à la Défense, au centre commercial Les 4 Temps, le 25 mai 2012[48].
- Strasbourg, dans l'espace commercial Aubette, le 15 septembre 2012[49].
- Dijon, au centre commercial La Toison d'Or, le 21 septembre 2012[50].
- Marne-la-Vallée, au centre commercial Val d'Europe, le 13 octobre 2012[51].
- Saint-Herblain (Nantes), au centre commercial Atlantis, le 15 novembre 2012[52].
- Rosny-sous-Bois, au centre commercial Rosny 2, le 6 juillet 2013[53].
- Aix-en-Provence, place du Général de Gaulle, le 14 juin 2014[54].
- Lille, rue Faidherbe, le 15 novembre 2014[55].
- Paris, aux Galeries Lafayette, ouvert le 10 Avril 2015 et fermé depuis le 21 janvier 2017[56].
- Marseille, au centre commercial les Terrasses du Port, le 14 mai 2016[57].
- Paris, au Marché Saint-Germain, le 3 décembre 2016[58].

- Paris, avenue des Champs-Élysées, le 18 novembre 2018[59].